# جولز امیل پلنچن
جولز امیل پلنچن (انگلیسی: Jules Émile Planchon)، (زاده ۲۱ مارس ۱۸۲۳ – درگذشته ۱ آوریل ۱۸۸۸) گیاه‌شناس فرانسوی بود که در شهر گنگ، هرو (Ganges, Hérault) به دنیا آمد.

## زندگی‌نامه
پس از دریافت دکترای علوم در دانشگاه مونپلیه در سال ۱۸۴۴، مدتی در باغ گیاه‌شناسی سلطنتی لندن کار کرد و چند سالی در نانسی و گنت معلم بود. در سال ۱۸۵۳ او رئیس بخش علوم گیاه‌شناسی در دانشگاه مونپلیه شد و تا پایان کار خود در آنجا ماند.
پلنچن در محافل علمی بسیار مورد توجه بود و در طبقه‌بندی گونه‌ها و جوره‌های گیاه‌شناسی کمک‌های زیادی کرد. او با انتشار بیش از ۲۰۰۰ نام گیاه‌شناسی، از جمله کیوی چینی، که بیشتر به‌عنوان "کیوی طلایی" شناخته می‌شود، اعتبار دارد.
پلنچن به خاطر کارش در نجات تاکستان‌های انگور فرانسوی از شته مو، یک آفت میکروسکوپی شبیه شته زرد که گونه‌ای نادر از ایالات‌متحده بود، به یاد می‌آید. او این کار را با کمک گیاه‌شناس فرانسوی پیر ماری الکسیس میلارد (Pierre Marie Alexis Millardet) و حشره‌شناس آمریکایی چارلز ولنتاین رایلی (Charles Valentine Riley) انجام داد. راه حل شامل معرفی انگور آمریکایی (Vitis riparia و Vitis rupestris) به فرانسه برای اهداف پیوند بود.

باغبان آمریکایی، تی‌وی مانسون (Thomas Volney Munson)، در شناسایی و تهیه پایه آمریکایی که در برابر شته‌مو مقاوم بود و برای شرایط رشد فرانسوی مناسب بود، نقش اساسی داشت.

## آثار مکتوب
- تاریخچه گیاه‌شناسی و باغبانی گیاهان به اصطلاح آزالیا هند، ۱۸۵۴
- هرموداکس از دیدگاه گیاه‌شناسی و دارویی، ۱۸۵۶
- خاطرات خانواده گوتیفر، ۱۸۶۲
- شته‌مو (از ۱۸۵۴ تا ۱۸۷۳) خلاصه عملی و علمی، ۱۸۷۳
- آداب و رسوم شته‌مو تاک: خلاصه‌ای زیست‌شناسی، ۱۸۷۷
- تاک آمریکایی: کشت آنها، مقاومت آنها در برابر شته‌مو و آینده آنها در اروپا، ۱۸۷۵
  - آثار به زبان انگلیسی:
- "درباره ملیانته، نظم طبیعی جدید" پیشنهاد و تعریف شده توسط ج.ا. پلنچن، ۱۸۴۸
- "اکالیپتوس نیلی از دیدگاه گیاه‌شناسی، اقتصادی و پزشکی، با معرفی، فرهنگ و کاربردهای آن" ۱۸۷۵[۴]
  - نوشته هایی در مورد جولز پلنچن:
- "گیاه‌شناس و شراب‌خوار؛ چگونه شراب برای جهان ذخیره شد" نوشته کریستی کمبل